# Parathelges cardonae
Parathelges cardonae là một loài chân đều trong họ Bopyridae. Loài này được R. & M. Codreanu in Codreanu miêu tả khoa học năm 1968.